# Vicia galilaea
Vicia galilaea là một loài thực vật có hoa trong họ Đậu. Loài này được Plitmann & Zohary miêu tả khoa học đầu tiên.